# Primera División 2012-2013 (Nicaragua)
La Primera División 2012-2013 è la massima competizione nazionale per club del Nicaragua.
Consta di 8 squadre, che si incontrano in gare di andata e ritorno, in un campionato di Apertura e Clausura.
Alla fine della stagione regolare, le quattro squadre che hanno ottenuto i migliori risultati si incontrano con gare di andata e ritorno per il titolo.

## Primera División de Nicaragua - 2012/2013
| Squadra          | Città      | Stadio                                | Fondazione |
| ---------------- | ---------- | ------------------------------------- | ---------- |
| Walter Ferretti  | Managua    | Estadio Olímpico del IND (9000)       | 1987       |
| Juventus FC      | Managua    | Estadio Olímpico del IND (9000)       | 1977       |
| Managua FC       | Managua    | Estadio Olímpico del IND (9000)       | 2006       |
| Real Estelí      | Estelí     | Estadio Independencia, (4800)         | 1960       |
| Diriangen        | Diriamba   | Estadio Cacique Diriangén (7500)      | 1917       |
| Chinandega FC    | Chinandega | Estadio Efraín Tijerino Mazariego (-) | 1975       |
| Deportivo Ocotal | Ocotal     | Estadio Glorias del Beisbol (5000)    | 2002       |
| Xilotepelt       | Jinotepe   | Estadio Pedro Selva (12000)           |            |

## Girone d'andata
|  | Pos. | Squadra          | Pt | G  | V | N | P | GF | GS | DR  |
|  | ---- | ---------------- | -- | -- | - | - | - | -- | -- | --- |
|  | 1.   | Real Estelí      | 26 | 14 | 7 | 5 | 2 | 22 | 12 | +10 |
|  | 2.   | Managua FC       | 22 | 14 | 6 | 4 | 4 | 16 | 11 | +5  |
|  | 3.   | Walter Ferreti   | 20 | 14 | 6 | 2 | 6 | 15 | 11 | +4  |
|  | 4.   | Juventus Managua | 20 | 14 | 5 | 5 | 4 | 13 | 14 | -1  |
|  | 5.   | Diriangén        | 19 | 14 | 6 | 1 | 7 | 14 | 16 | -2  |
|  | 6.   | Ocotal           | 16 | 14 | 3 | 7 | 4 | 12 | 16 | -4  |
|  | 7.   | Chinandega FC    | 15 | 14 | 4 | 3 | 7 | 16 | 12 | +4  |
|  | 8.   | Xilotepelt       | 15 | 14 | 4 | 3 | 7 | 12 | 18 | -6  |

## Playoff scudetto

### Gruppo Unico
|                  | RES   | WFE   | MAN   | JUV   |
| Real Estelí      |       | 2 - 1 | 1 - 1 | 1 - 1 |
| Walter Ferreti   | 1 - 0 |       | 1 - 0 | 0 - 2 |
| Managua FC       | 2 - 1 | 1 - 1 |       | 0 - 0 |
| Juventus Managua | 1 - 2 | 1 - 3 | 2 - 2 |       |

| Squadra          | P.ti | G | V | P | S | RF | RS | DR |
| ---------------- | ---- | - | - | - | - | -- | -- | -- |
| Real Estelí      | 12   | 6 | 3 | 3 | 0 | 10 | 5  | +5 |
| Walter Ferreti   | 9    | 6 | 2 | 3 | 1 | 5  | 5  | 0  |
| Managua          | 8    | 6 | 2 | 2 | 2 | 6  | 6  | 0  |
| Juventus Managua | 2    | 6 | 0 | 2 | 4 | 6  | 11 | -5 |

### Finale

#### Andata
| Managua 9 dicembre 2012 | Walter Ferreti | 0 – 0 | Real Estelí | Estadio Olimpico del IND Managua |

#### Ritorno
| Estelí 16 dicembre 2012                                        | Real Estelí | 4 – 0 | Walter Ferreti | Estadio Independencia |
| \| \| \| \| \| Calero 35’ 60’ Rosas 77’ 80’ \| Marcatori \| \| |             |       |                |                       |
|                                                                |             |       |                |                       |
| Calero 35’ 60’ Rosas 77’ 80’                                   | Marcatori   |       |                |                       |

## Classifica marcatori
Aggiornato al 13 agosto 2012
| Gol |  |  | Giocatore        | Squadra       |
| --- |  |  | ---------------- | ------------- |
| 11  |  |  | Andreas Giraldo  | Chinandega FC |
| 9   |  |  | Rudel Calero     | Real Estelí   |
| 7   |  |  | Herberth Cabrera | Managua FC    |
| 7   |  |  | Samuel Wilson    | Real Estelí   |
| 6   |  |  | Eulises Pavon    | Diriangen     |